# Sambhavanath

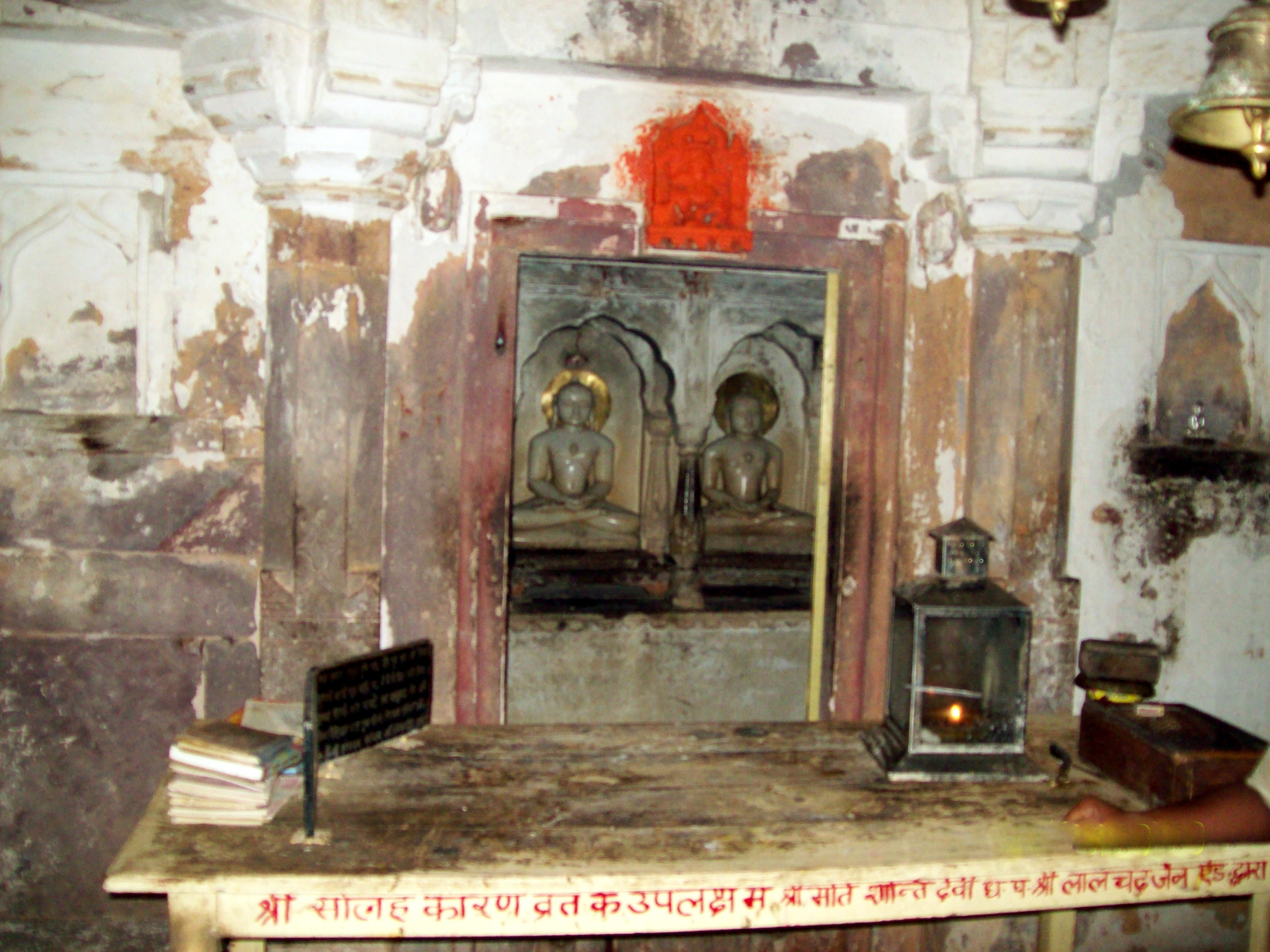
Les Maîtres Sumatinath et Sambhavanath, dans un temple en Inde.

Sambhavanath est le troisième Tirthankara, un des Maîtres éveillés du jaïnisme. Son symbole est le cheval et il doit son nom à la bonne récolte qui a eu lieu lorsqu'il est né. Né prince, plus de cinq siècles avant notre ère, il devint roi, puis renonça à la vie classique pour devenir moine et vivre en pénitence. Il acquit l'illumination, le moksha ainsi après plusieurs années de prières, de méditation et d'ascèse.